# Lluís de Zulueta i Escolano
Lluís de Zulueta i Escolano (Barcelona, 8 d'abril de 1878 - ciutat de Nova York, 2 d'agost de 1964) fou un pedagog i polític català.

## Biografia
Membre d'una família benestant, el 1910 Lluís de Zulueta es doctorà en filosofia i lletres a la Universitat Central de Madrid amb una tesi sobre la pedagogia de Jean-Jacques Rousseau, després d'ampliar estudis a París i a Berlín. Vinculat al republicanisme catalanista, el 1905 fou elegit regidor de l'ajuntament de Barcelona i el 1910, després d'integrar-se a la Unió Federal Nacionalista Republicana, fou elegit diputat per Barcelona a les eleccions generals espanyoles de 1910. Tanmateix, el 1912 fou nomenat Catedràtic d'Història de la Pedagogia a l'Escola Superior de Magisteri a Madrid i ingressà al Partido Reformista de Melquíades Álvarez. Amb aquest partit fou elegit diputat per Madrid a les eleccions generals espanyoles de 1919 i per Pontevedra a les de 1923. Fou pare de l'escriptora i filòsofa Carmen de Zulueta.
Durant la seva estança a Madrid va rebre una forta influència de la Institución Libre de Enseñanza, va donar cursos i conferències a la Residencia de Estudiantes i publicà articles sobre educació als diaris, La Publicitat, El Liberal i El Sol, en els quals defensava una escola més activa amb més interacció entre els diferents graus. Oposat a la dictadura de Primo de Rivera, es va exiliar a Mèxic, on el 1927 fou professor a la seva Universitat, i després a l'Havana (Cuba). Quan es va proclamar la Segona República Espanyola va tornar i recuperà la seva tasca com a professor de pedagogia a la Universitat de Madrid. Fou elegit diputat republicà independent per Badajoz a les eleccions generals espanyoles de 1931. Manuel Azaña el va nomenar ministre d'estat de desembre de 1931 a juny del 1933, i després fou ambaixador republicà a Berlín (1933-1934) i al Vaticà (1936).
Quan esclatà la Guerra Civil espanyola el Vaticà va reconèixer al govern franquista, raó per la qual es va exiliar a Colòmbia, on el 1937 fou nomenat catedràtic de la Universitat de Bogotà. Després de la mort de la seva esposa el 1955 marxà a Nova York, on va morir el 1964.

## Obres
- El alma de la escuela (1910)
- El maestro (1924)
- El ideal de la educación (1922)
- La democracia educadora (1930)
- La nueva edad heroica (1942)
- El rapto de América (1952)